# Altstadt (Meißen)

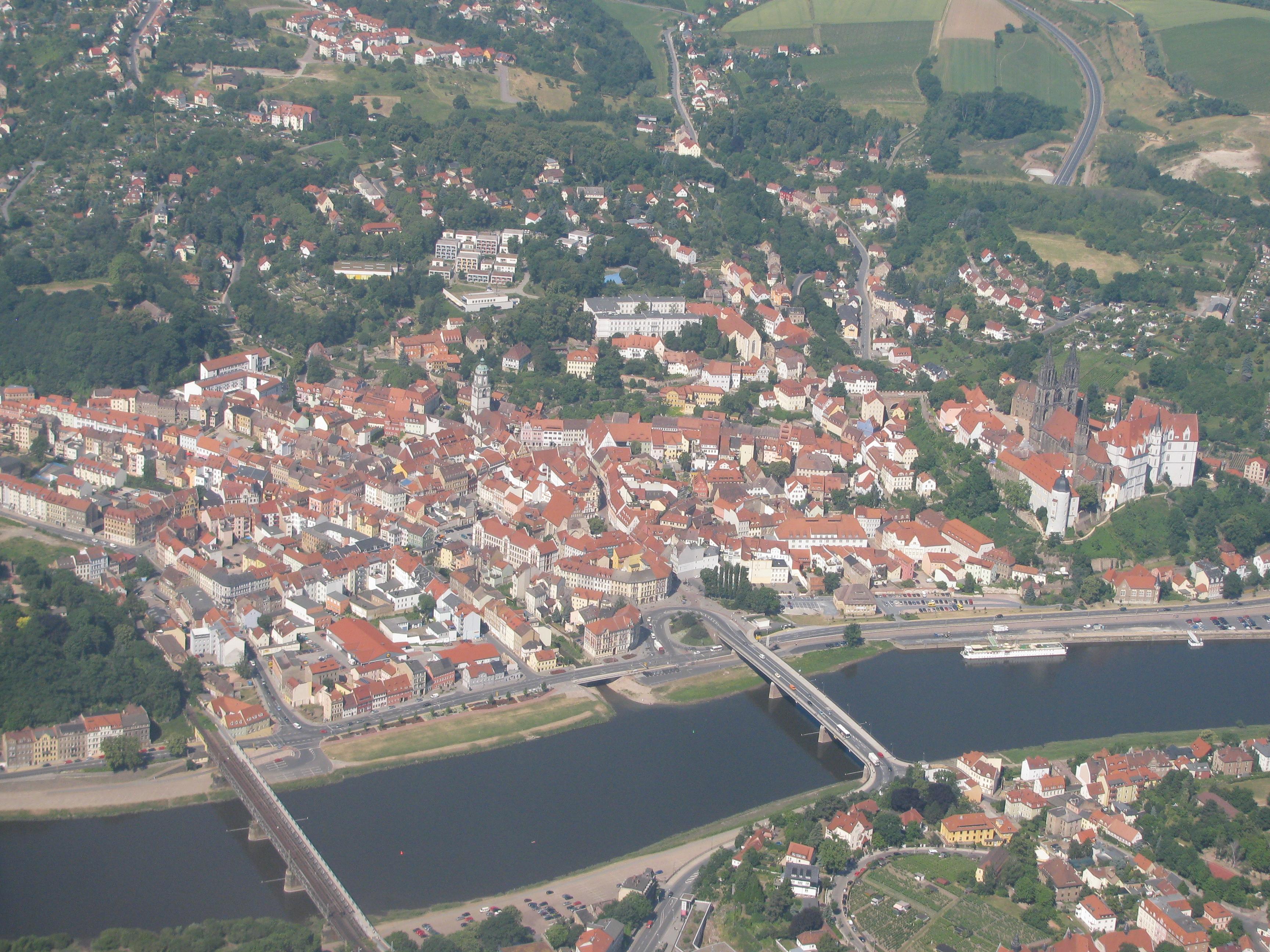
Meißner Altstadt aus der Vogelperspektive

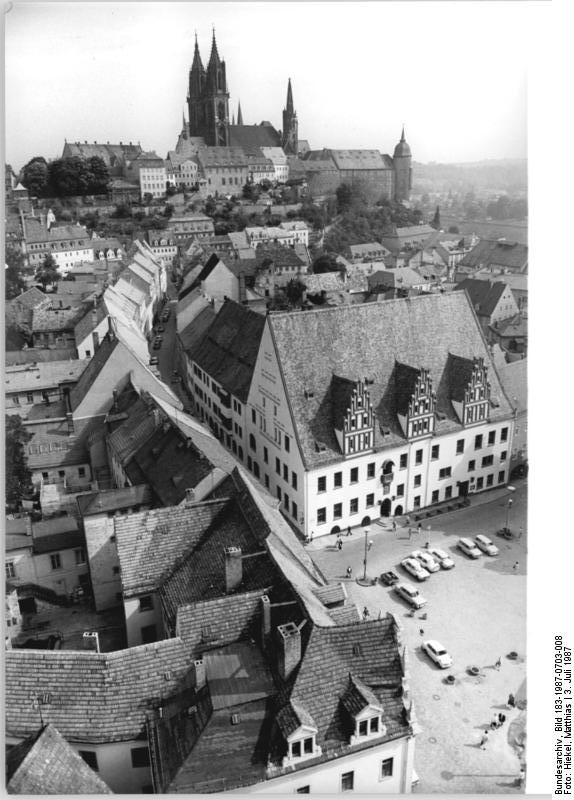
Altstadt mit Albrechtsburg und Meißner Dom

Panoramaaufnahme des Markts

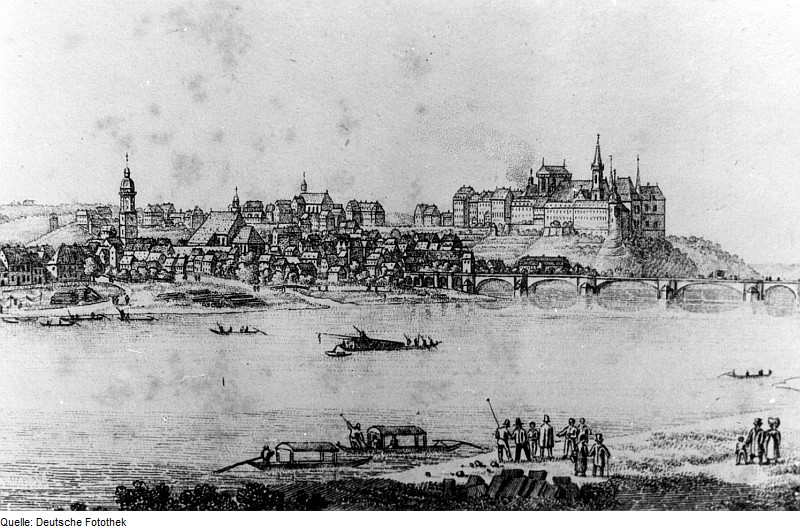
Stadtansicht aus dem 19. Jahrhundert

Die Altstadt ist der historische Stadtkern von Meißen. Wegen der früher dort residierenden Bischöfe und Markgrafen von Meißen ist sie von herausragender kultureller Bedeutung für Sachsen.

## Geographie
Die Altstadt liegt im Stadtzentrum Meißens in der Gemarkung Meißen. Ihre natürlichen Grenzen sind die Triebisch im Südosten, die Elbe im Nordosten und der Abhang ins Meisatal im Nordwesten. Im Wesentlichen entstand die Altstadt im Mündungskessel der Triebisch. Das Gelände steigt neben den Flüssen erst allmählich, dann steil zu den Höhen des Burgberges im Norden und des Afraberges und Jüdenberges im Westen der Altstadt an. Der Marktplatz liegt auf 110 m ü. NN, der Jüdenberg auf 165 m ü. NN.
Heute erstreckt sich die Altstadt rund um den Markt. Als Grenzverlauf ist der Bereich definiert, der bis ins 19. Jahrhundert innerhalb der Stadtmauer lag. Diese verlief von der Fischergasse vorbei an Hochuferstraße, Gerbergasse, Roßmarkt, Neugasse, Jüdenbergstraße und Hintermauer. Weiter führt die Altstadt-Außengrenze entlang der Nossener Straße, des Hohlwegs, der Schloßbrücke, der Nordwestmauer der Albrechtsburg bis zum Rondell und weiter zur Fischergasse.
Benachbarte Gemarkungen bzw. Stadtteile sind Niedermeisa, Obermeisa, Triebischtal, die Triebischvorstadt, Niederfähre, Vorbrücke und Cölln.
Im Bereich der Altstadt haben unter anderem das Stadtmuseum Meißen, die Evangelische Akademie sowie das Amtsgericht Meißen ihren Sitz. Außerdem gibt es zahlreiche Kulturdenkmale in der Meißner Altstadt.
Am Rand der Meißner Altstadt trifft die Bundesstraße 6 (Uferstraße) auf die Staatsstraße 177, die auf der Altstadtbrücke über die Elbe geführt wird. Als die Bundesstraße 101 mit der Hauptlast des Straßenverkehrs in Nordost-Südwest-Richtung in den Schottenbergtunnel verlegt wurde, löste der Anliegerverkehr den Durchgangsverkehr als bestimmendes Element ab. In der nahen Triebischvorstadt hält die Linie S 1 der Dresdner S-Bahn an dem Haltepunkt „Meißen Altstadt“.

## Geschichte
Im 10. Jahrhundert bestand zunächst nur die Befestigungsanlage anstelle der heutigen Albrechtsburg. Zur Elbe hin, durch die eine Furt führte, war sie durch eine als Wasserburg bezeichnete Vorburg gesichert. Unmittelbar südlich von beiden bildete sich dann am heutigen Theaterplatz ein Handelsplatz heraus. Etwas weiter westlich, auf dem Afraberg, siedelten sich Dienstritter und Kleriker an der Straße Freiheit an. Zwischen 1150 und 1200 dehnte sich das bebaute Gebiet auf die übrig gebliebene Fläche zwischen Theaterplatz, Albrechtsburg, Afraberg und Triebisch aus. Hier entstanden der Markt und die von ihm ausgehenden Straßen; das damals angelegte Straßennetz blieb in seinen Grundzügen bis heute unverändert. Zahlreiche Handwerker siedelten sich an. Im 13. Jahrhundert wurde eine erste Meißner Elbbrücke erwähnt, außerdem entstanden damals der Meißner Dom, das Kloster St. Afra sowie eine Stadtmauer. Außerhalb von dieser lag auf der anderen Seite der Triebisch der Neumarkt, an dem sich eine 1349 wieder beseitigte jüdische Gemeinde angesiedelt hatte.
Im 15. Jahrhundert wichen die bürgerlichen Fachwerkhäuser größeren Steinbauten. In dieser Zeit erfolgten der Neubau der Meißner Frauenkirche sowie die Errichtung des Rathauses und der Franziskanerkirche, außerdem wurde die im 19. Jahrhundert größtenteils wieder beseitigte Stadtmauer verstärkt. Im 16. Jahrhundert bestand ein Hospital in der heutigen Altstadt, die damals durch Röhrfahrten mit Wasser versorgt wurde. Zur Zeit des Dreißigjährigen Krieges fielen zahlreiche Meißner der Pest zum Opfer, ein von schwedischen Truppen gelegtes Feuer zerstörte über die Hälfte der Altstadt. Größere Schäden waren auch im Zweiten Schlesischen Krieg, im Siebenjährigen Krieg, in den Koalitionskriegen sowie bei den häufigen Elbhochwassern zu beklagen.
Allerdings war die durch die umgebenden Berge eng begrenzte Altstadt nicht erweiterungsfähig, nur wenige, sehr kleine Vorstädte bildeten sich heraus, darunter Hintermauer, Rauenthal, die Görnische Vorstadt und die Triebischvorstadt. Bis ins 19. Jahrhundert blieb Meißen deshalb im Wesentlichen auf das Altstädter Gebiet beschränkt. Durch die räumliche Geschlossenheit hatten Industriebetriebe nur außerhalb der Altstadt Platz. Nach 1945, in der Zeit der DDR, wurde die alte Bausubstanz vernachlässigt und das Stadtzentrum Meißens verfiel; erst nach 1990 wurden zahlreiche Bürgerhäuser renoviert.